# Václav Veselý
Václav Veselý (Praga, Checoslovaquia, 13 de agosto de 1900-ibídem, 10 de diciembre de 1941) fue un gimnasta artístico checoslovaco, subcampeón olímpico en Ámsterdam 1928 en el concurso por equipos.

## Carrera deportiva
En las Olimpiadas celebradas en Ámsterdam en 1928, gana plata en el concurso por equipos, tras los suizos y por delante de los yugoslavos, siendo sus compañeros de equipo: Ladislav Vácha, Jan Gajdoš, Jan Koutný, Emanuel Löffler, Bedřich Šupčík, Ladislav Tikal y Josef Effenberger.